# Grande Prêmio da Áustria de 2021
O Grande Prêmio da Áustria de 2021 (formalmente denominado Formula 1 BWT Grosser Preis Von Österreich 2021) foi a nona etapa da temporada de 2021 da Fórmula 1. Foi disputado em 4 de julho de 2021 no Red Bull Ring, em Spielberg, Áustria. Max Verstappen foi o vencedor da corrida e pela primeira vez da sua carreira fez o Grand Chelem (pole position, vitória, melhor volta da corrida e líder de ponta a ponta.). Completando o pódio com Valtteri Bottas na segunda posição e Lando Norris na terceira posição.

## Relatório

### Limites da Pista
Serão mantida as restrições aos limites de pista das curvas 9 e 10 desde a corrida anterior.
Curva 9
Trecho localizado após a saída do miolo do Red Bull Ring. É a penúltima curva do circuito, de 90º, um trecho muito importante para os pilotos conseguirem uma volta rápida, principalmente na classificação.
Curva 10
A última curva do Red Bull Ring, rápida e de 90º. Talvez o trecho mais importante para os pilotos conseguirem uma boa volta, principalmente na classificação, por causa do trecho seguinte, a reta dos boxes.

### Treino classificatório
A qualificação para o Grande Prêmio da Áustria teve início às 15:00 no horário local no Red Bull Ring. Os dois carros da Haas foram os primeiros a irem para a pista com Mazepin na frente. Os demais carros foram para a pista depois dos Haas terem concluído a primeira volta. Ao final do Q1, o topo era de Verstappen (Red Bull), seguido por Norris (McLaren), Alonso (Alpine) e Hamilton (Mercedes), respectivamente. Os eliminados foram Räikkönen (Alfa Romeo), Ocon (Alpine), Latifi (Williams), Schumacher (Haas) e Mazepin (Haas).
O Q2 iniciou com Pérez (Red Bull) fazendo o primeiro tempo. A grande maioria dos carros foi para a pista quando faltavam dez minutos para o fim da sessão, o que iria causaria dificuldades para encontrar um espaço para uma volta limpa. A sessão teve Russell como destaque, pois o piloto britânico conseguiu colocar sua Williams no Q3 usando um jogo de pneus médios. Alonso vinha em uma boa volta rápida, porém foi atrapalhado por Vettel e acabou sendo eliminado. Mais tarde Vettel foi punido com a perda de três posições no grid de largada e 1 ponto na sua licença por conta do incidente. Ao final, o topo foi de Verstappen novamente, seguido por Hamilton, Bottas (Mercedes) e Gasly (AlphaTauri), respectivamente. Os cinco eliminados foram: Alonso, Sainz (Ferrari), Leclerc (Ferrari), Ricciardo (McLaren) e Giovinazzi (Alfa Romeo).
O Q3 também foi dominado por Verstappen que marcou a pole position com o tempo de 1:03.720. O britânico Norris conseguiu um 2.º lugar e largará na primeira fila, pela primeira vez em sua carreira na Fórmula 1. O 3.º melhor tempo foi de Pérez com 1:03.990. Seguido por Hamilton em 4.º e Bottas em 5.º. Gasly, Tsunoda, Vettel, Russell e Stroll fecharam os dez primeiros, respectivamente.

### Corrida

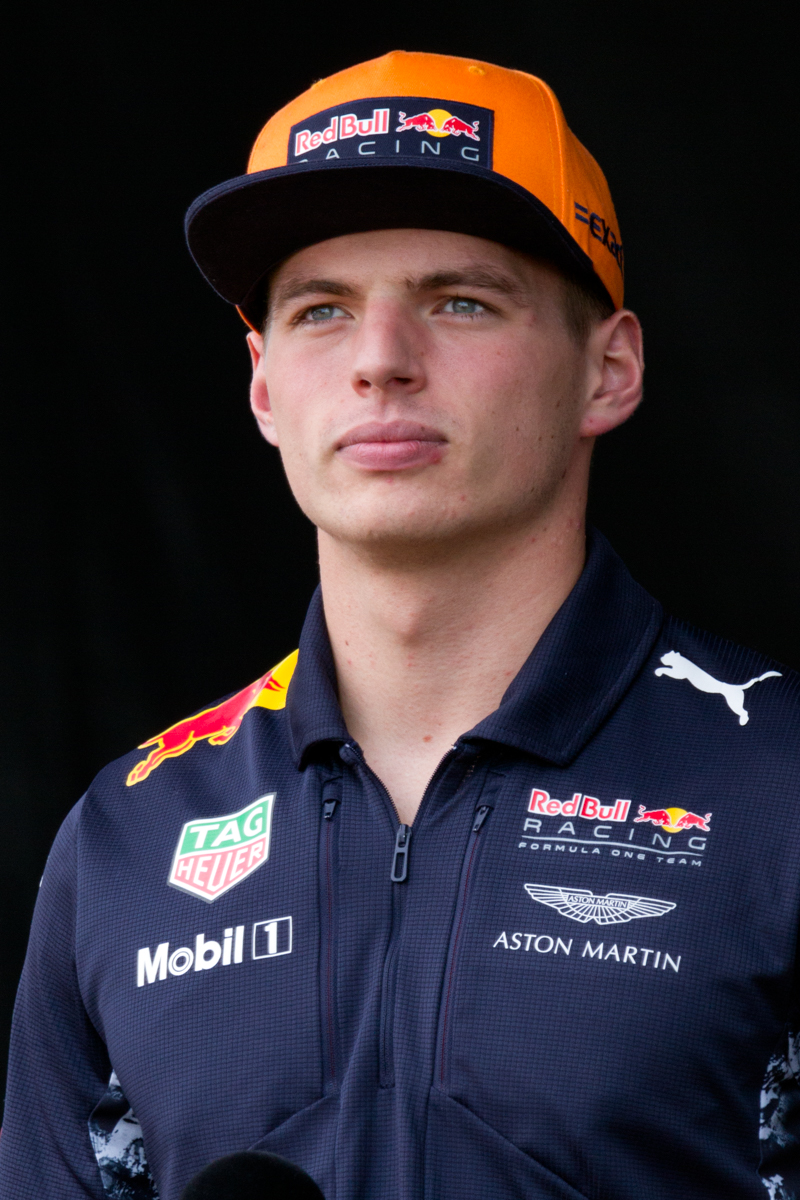
Verstappen marcou a pole position e também venceu a prova.

Após uma largada limpa, Verstappen manteve-se na ponta. Mais atrás, Ocon acabou imprensado entre Schumacher e Giovinazzi, o que levou ao seu abandono e trouxe o carro de segurança para apista logo na primeira volta da corrida. Na relargada, Verstappen continuou a manter-se na ponta. Pérez atacou Norris da relargada até à curva quatro, onde o mexicano acanou indo parar na caixa de brita, caindo para décimo. Norris foi punido com cinco segundos pela manobra.
Na volta 15, Leclerc e Pérez disputaram a 7.ª posição na curva 15. Pérez chegou a passar Leclerc, porém Leclerc reassumiu a colocação. Na volta 18, Ricciardo ultrapassa Vettel e assume a 5.ª colocação. Na volta 20, Hamilton consegue ultrapassar Norris e assumir o segundo. Na volta 31, Bottas abre a janela de pit stops entre os primeiros colocados, seguido por Norris cumpre seus 5 segundos de penalização pelo incidente com Pérez. Bottas volta para a pista em terceiro, a frente de Norris. Já na volta seguinte, Hamilton, na segunda posição, troca os pneus médios pelos duros. Verstappen mantém a liderança mesmo após a parada nos boxes. Na volta 41, Leclerc e Pérez disputam a 6.ª colocação. Dessa vez, Pérez empurrou LecLerc para fora da pista, em uma manobra muito semelhante a que Norris aplicou para cima de Pérez. Bem como Norris, Pérez foi punido com cinco segundos no tempo de prova. Verstappen já tem  19segundos de vantagem sobre Hamilton, segundo colocado.
Já na volta 47, Pérez e Leclerc disputam posição pela terceira vez. LecLerc tentou passar por fora, mas foi novamente empurrado para fora por Pérez que, sssim como no primeiro incidente recebeu nova punição de 5 segundos. Na volta 53, Bottas ultrapassa Hamilton, que está comproblemas no carro. Norris ultrapassa Pérez, e na volta 54, passa Hamilton e assume a 3.ª posição. Na volta 68, Alonso ultrapassa Russell e tira o britânico da zona de pontuação. Verstappen, com 26 segundos de vantagem para Bottas, faz uma segunda parada e volta para a pista ainda a frente. Na última volta da corrida, Raikkonen bate em Vettel na disputa pelo 12.º lugar. Vettel acaba indo parar na grama. Ambos caem, respectivamente, para 16.º e 17.º lugar.
Após o fim da prova, 11 pilotos foram convocados pelos comissários para darem explicações sobre infrações cometidas ao longo da corrida, sendo eles: Gasly, Giovinazzi, Latifi, Leclerc, Mazepin, Pérez, Räikkönen, Ricciardo, Russell, Sainz e Vettel. Räikkönen foi punido com 20 segundos adicionados ao tempo final de prova e dois pontos na superlicença por causar o acidente com Vettel. Latifi e Mazepin ambos receberam 30 segundos somados ao resultado final da corrida. Os dois foram penalizados por desrespeitar as bandeira amarelas duplas, algo que renderia um stop & go de 10 segundos. Como a corrida tinha acabado, viraram 30 segundos totais. Além do tempo, ficam com mais três pontos na licença.

## Pneus
| Nome do composto | Cor | Banda de rolamento | Condições de Tempo | Dry Type                           | Aderência       | Longevidade   |
| ---------------- | --- | ------------------ | ------------------ | ---------------------------------- | --------------- | ------------- |
| Macio (C5)       |     | Slick (P Zero)     | Seco               | Soft                               | Mais aderência  | Menos durável |
| Médio (C4)       |     | Slick (P Zero)     | Seco               | Medium                             | Médio           | Médio         |
| Duro (C3)        |     | Slick (P Zero)     | Seco               | Hard                               | Menos aderência | Mais durável  |
| Intermediário    |     | Sulcos (Cinturato) | Molhado            | Intermediate (água não estagnante) | —               | —             |
| Chuva            |     | Sulcos (Cinturato) | Molhado            | Wet (água estagnante)              | —               | —             |

| Escolhas de Pneus de cada piloto para o GP da Áustria: | Escolhas de Pneus de cada piloto para o GP da Áustria: | Escolhas de Pneus de cada piloto para o GP da Áustria: | Escolhas de Pneus de cada piloto para o GP da Áustria: | Escolhas de Pneus de cada piloto para o GP da Áustria: | Escolhas de Pneus de cada piloto para o GP da Áustria: |
| ------------------------------------------------------ | ------------------------------------------------------ | ------------------------------------------------------ | ------------------------------------------------------ | ------------------------------------------------------ | ------------------------------------------------------ |
| Nº                                                     | Pilotos                                                | Equipe(s)                                              | Duro                                                   | Médio                                                  | Macio                                                  |
| 44                                                     | Lewis Hamilton                                         | Mercedes                                               |                                                        |                                                        |                                                        |
| 77                                                     | Valtteri Bottas                                        | Mercedes                                               |                                                        |                                                        |                                                        |
| 11                                                     | Sergio Pérez                                           | Red Bull Racing-Honda                                  |                                                        |                                                        |                                                        |
| 33                                                     | Max Verstappen                                         | Red Bull Racing-Honda                                  |                                                        |                                                        |                                                        |
| 3                                                      | Daniel Ricciardo                                       | McLaren-Mercedes                                       |                                                        |                                                        |                                                        |
| 4                                                      | Lando Norris                                           | McLaren-Mercedes                                       |                                                        |                                                        |                                                        |
| 5                                                      | Sebastian Vettel                                       | Aston Martin-Mercedes                                  |                                                        |                                                        |                                                        |
| 18                                                     | Lance Stroll                                           | Aston Martin-Mercedes                                  |                                                        |                                                        |                                                        |
| 14                                                     | Fernando Alonso                                        | Alpine-Renault                                         |                                                        |                                                        |                                                        |
| 31                                                     | Esteban Ocon                                           | Alpine-Renault                                         |                                                        |                                                        |                                                        |
| 16                                                     | Charles Leclerc                                        | Ferrari                                                |                                                        |                                                        |                                                        |
| 55                                                     | Carlos Sainz Jr.                                       | Ferrari                                                |                                                        |                                                        |                                                        |
| 10                                                     | Pierre Gasly                                           | AlphaTauri-Honda                                       |                                                        |                                                        |                                                        |
| 22                                                     | Yuki Tsunoda                                           | AlphaTauri-Honda                                       |                                                        |                                                        |                                                        |
| 7                                                      | Kimi Raikkonen                                         | Alfa Romeo-Ferrari                                     |                                                        |                                                        |                                                        |
| 99                                                     | Antonio Giovinazzi                                     | Alfa Romeo-Ferrari                                     |                                                        |                                                        |                                                        |
| 9                                                      | Nikita Mazepin                                         | Haas-Ferrari                                           |                                                        |                                                        |                                                        |
| 47                                                     | Mick Schumacher                                        | Haas-Ferrari                                           |                                                        |                                                        |                                                        |
| 6                                                      | Nicholas Latifi                                        | Williams-Mercedes                                      |                                                        |                                                        |                                                        |
| 63                                                     | George Russell                                         | Williams-Mercedes                                      |                                                        |                                                        |                                                        |

## Resultados

### Treino classificatório
| 1                        | 33 | Max Verstappen     | Red Bull Racing-Honda | 1:04.249 | 1:03.927 | 1:03.720 | 1  |
| 2                        | 4  | Lando Norris       | McLaren-Mercedes      | 1:04.345 | 1:04.415 | 1:03.768 | 2  |
| 3                        | 11 | Sergio Pérez       | Red Bull Racing-Honda | 1:04.833 | 1:04.483 | 1:03.990 | 3  |
| 4                        | 44 | Lewis Hamilton     | Mercedes              | 1:04.506 | 1:04.258 | 1:04.014 | 4  |
| 5                        | 77 | Valtteri Bottas    | Mercedes              | 1:04.563 | 1:04.376 | 1:04.049 | 5  |
| 6                        | 10 | Pierre Gasly       | AlphaTauri-Honda      | 1:04.841 | 1:04.412 | 1:04.107 | 6  |
| 7                        | 22 | Yuki Tsunoda       | AlphaTauri-Honda      | 1:04.967 | 1:04.518 | 1:04.273 | 7  |
| 8                        | 5  | Sebastian Vettel   | Aston Martin-Mercedes | 1:04.846 | 1:04.493 | 1:04.570 | 11 |
| 9                        | 63 | George Russell     | Williams-Mercedes     | 1:04.907 | 1:04.553 | 1:04.591 | 8  |
| 10                       | 18 | Lance Stroll       | Aston Martin-Mercedes | 1:04.927 | 1:04.547 | 1:04.618 | 9  |
| 11                       | 55 | Carlos Sainz Jr.   | Ferrari               | 1:04.596 | 1:04.559 | —        | 10 |
| 12                       | 16 | Charles Leclerc    | Ferrari               | 1:04.906 | 1:04.600 | —        | 12 |
| 13                       | 3  | Daniel Ricciardo   | McLaren-Mercedes      | 1:04.977 | 1:04.719 | —        | 13 |
| 14                       | 14 | Fernando Alonso    | Alpine-Renault        | 1:04.472 | 1:04.856 | —        | 14 |
| 15                       | 99 | Antonio Giovinazzi | Alfa Romeo-Ferrari    | 1:04.782 | 1:05.083 | —        | 15 |
| 16                       | 7  | Kimi Räikkönen     | Alfa Romeo-Ferrari    | 1:05.009 | —        | —        | 16 |
| 17                       | 31 | Esteban Ocon       | Alpine-Renault        | 1:05.051 | —        | —        | 17 |
| 18                       | 6  | Nicholas Latifi    | Williams-Mercedes     | 1:05.195 | —        | —        | 18 |
| 19                       | 47 | Mick Schumacher    | Haas-Ferrari          | 1:05.427 | —        | —        | 19 |
| 20                       | 9  | Nikita Mazepin     | Haas-Ferrari          | 1:05.951 | —        | —        | 20 |
| Tempo dos 107%: 1:08.746 |    |                    |                       |          |          |          |    |
| Fonte:                   |    |                    |                       |          |          |          |    |

### Corrida
| Pos.                                                                             | Nu. | Piloto             | Construtor            | Voltas | Tempo/Retirado | Pit Stop | Pneus                                        | Grid | Pontos |
| -------------------------------------------------------------------------------- | --- | ------------------ | --------------------- | ------ | -------------- | -------- | -------------------------------------------- | ---- | ------ |
| 1                                                                                | 33  | Max Verstappen     | Red Bull Racing-Honda | 71     | 1:23:54.513    | 2        | Médio C4 Usado · Duro C3 Novo · Duro C3 Novo | 1    | 25+1   |
| 2                                                                                | 77  | Valtteri Bottas    | Mercedes              | 71     | +17.973        | 1        | Médio C4 Usado · Duro C3 Novo                | 5    | 18     |
| 3                                                                                | 4   | Lando Norris       | McLaren-Mercedes      | 71     | +20.019        | 1        | Médio C4 Usado · Duro C3 Novo                | 2    | 15     |
| 4                                                                                | 44  | Lewis Hamilton     | Mercedes              | 71     | +46.452        | 2        | Médio C4 Usado · Duro C3 Novo · Duro C3 Novo | 4    | 12     |
| 5                                                                                | 55  | Carlos Sainz Jr.   | Ferrari               | 71     | +57.144        | 1        | Duro C3 Novo · Médio C4 Usado                | 10   | 10     |
| 6                                                                                | 11  | Sergio Pérez       | Red Bull Racing-Honda | 71     | +57.915        | 1        | Médio C4 Usado · Duro C3 Novo                | 3    | 8      |
| 7                                                                                | 3   | Daniel Ricciardo   | McLaren-Mercedes      | 71     | +1:00.395      | 1        | Médio C4 Novo · Duro C3 Novo                 | 13   | 6      |
| 8                                                                                | 16  | Charles Leclerc    | Ferrari               | 71     | +1:01.195      | 1        | Médio C4 Usado · Duro C3 Novo                | 12   | 4      |
| 9                                                                                | 10  | Pierre Gasly       | AlphaTauri-Honda      | 71     | +1:01.844      | 2        | Macio C5 Usado · Duro C3 Novo · Duro C3 Novo | 6    | 2      |
| 10                                                                               | 14  | Fernando Alonso    | Alpine-Renault        | 70     | +1 volta       | 1        | Médio C4 Novo · Duro C3 Novo                 | 14   | 1      |
| 11                                                                               | 63  | George Russell     | Williams-Mercedes     | 70     | +1 volta       | 1        | Médio C4 Usado · Duro C3 Novo                | 8    |        |
| 12                                                                               | 22  | Yuki Tsunoda       | AlphaTauri-Honda      | 70     | +1 volta       | 2        | Macio C5 Usado · Duro C3 Novo · Duro C3 Novo | 7    |        |
| 13                                                                               | 18  | Lance Stroll       | Aston Martin-Mercedes | 70     | +1 volta       | 2        | Macio C5 Usado · Duro C3 Novo · Duro C3 Novo | 9    |        |
| 14                                                                               | 99  | Antonio Giovinazzi | Alfa Romeo-Ferrari    | 70     | +1 volta       | 2        | Médio C4 Novo · Duro C3 Novo · Duro C3 Novo  | 15   |        |
| 15                                                                               | 7   | Kimi Räikkönen     | Alfa Romeo-Ferrari    | 70     | +1 volta       | 1        | Duro C3 Novo · Médio C4 Novo                 | 16   |        |
| 16                                                                               | 6   | Nicholas Latifi    | Williams-Mercedes     | 70     | +1 volta       | 1        | Médio C4 Novo · Duro C3 Novo                 | 18   |        |
| 17                                                                               | 5   | Sebastian Vettel   | Aston Martin-Mercedes | 69     | +2 voltas      | 3        | Macio C5 Usado · Duro C3 Novo · Duro C3 Novo | 11   |        |
| 18                                                                               | 47  | Mick Schumacher    | Haas-Ferrari          | 69     | +2 voltas      | 1        | Médio C4 Novo · Duro C3 Novo                 | 19   |        |
| 19                                                                               | 9   | Nikita Mazepin     | Haas-Ferrari          | 69     | +2 voltas      | 2        | Médio C4 Novo · Duro C3 Novo · Duro C3 Novo  | 20   |        |
| Ret                                                                              | 31  | Esteban Ocon       | Alpine-Renault        | 0      | Colisão        | 0        | Médio C4 Novo                                | 17   |        |
| Volta mais rápida: Max Verstappen Red Bull Racing-Honda – 1:06.200 (na volta 62) |     |                    |                       |        |                |          |                                              |      |        |
| Fonte:                                                                           |     |                    |                       |        |                |          |                                              |      |        |

## Voltas na liderança
| Nº de Voltas | Piloto         | Voltas |
| ------------ | -------------- | ------ |
| 71           | Max Verstappen | 1–71   |

## 2021DHLFastest Pit Stop Award

### Resultado
| 1      | 33 | Max Verstappen     | Red Bull Racing-Honda | 2.17 | 25 |
| 2      | 10 | Pierre Gasly       | AlphaTauri-Honda      | 2.21 | 18 |
| 3      | 44 | Lewis Hamilton     | Mercedes              | 2.26 | 15 |
| 4      | 99 | Antonio Giovinazzi | Alfa Romeo-Ferrari    | 2.28 | 12 |
| 5      | 3  | Daniel Ricciardo   | McLaren-Mercedes      | 2.33 | 10 |
| 6      | 16 | Charles Leclerc    | Ferrari               | 2.36 | 8  |
| 7      | 5  | Sebastian Vettel   | Aston Martin-Mercedes | 2.36 | 6  |
| 8      | 77 | Valtteri Bottas    | Mercedes              | 2.44 | 4  |
| 9      | 22 | Yuki Tsunoda       | AlphaTauri-Honda      | 2.56 | 2  |
| 10     | 55 | Carlos Sainz Jr.   | Ferrari               | 2.64 | 1  |
| Fonte: |    |                    |                       |      |    |

### Classificação
| Tabela do DHL Fastest Pit Stop Award \| Pos \| Construtor \| Pontos \| \| --- \| --------------------- \| ------ \| \| 1 \| Red Bull Racing-Honda \| 255 \| \| 2 \| Mercedes \| 122 \| \| 3 \| Williams-Mercedes \| 98 \| \| 4 \| Aston Martin-Mercedes \| 89 \| \| 5 \| Ferrari \| 88 \| \| 6 \| Alfa Romeo-Ferrari \| 87 \| \| 7 \| Alpine-Renault \| 72 \| \| 8 \| AlphaTauri-Honda \| 49 \| \| 9 \| McLaren-Mercedes \| 46 \| \| 10 \| Haas-Ferrari \| 0 \| |                       |        |
| Pos | Construtor            | Pontos |
| 1 | Red Bull Racing-Honda | 255    |
| 2 | Mercedes              | 122    |
| 3 | Williams-Mercedes     | 98     |
| 4 | Aston Martin-Mercedes | 89     |
| 5 | Ferrari               | 88     |
| 6 | Alfa Romeo-Ferrari    | 87     |
| 7 | Alpine-Renault        | 72     |
| 8 | AlphaTauri-Honda      | 49     |
| 9 | McLaren-Mercedes      | 46     |
| 10 | Haas-Ferrari          | 0      |

## Tabela do campeonato após a corrida
Somente as cinco primeiras posições estão incluídas nas tabelas.
| Pos | Piloto          | Pontos | Var |
| --- | --------------- | ------ | --- |
| 1   | Max Verstappen  | 182    | 0   |
| 2   | Lewis Hamilton  | 150    | 0   |
| 3   | Sergio Perez    | 104    | 0   |
| 4   | Lando Norris    | 101    | 0   |
| 5   | Valtteri Bottas | 92     | 0   |

| Pos | Construtor            | Pontos |   |
| --- | --------------------- | ------ | - |
| 1   | Red Bull Racing-Honda | 286    | 0 |
| 2   | Mercedes              | 242    | 0 |
| 3   | McLaren-Mercedes      | 141    | 0 |
| 4   | Ferrari               | 122    | 0 |
| 5   | AlphaTauri-Honda      | 48     | 0 |